# Liste des cardinaux créés par Innocent II
Au cours de son pontificat de 1130 à 1143, Innocent II a créé 74 cardinaux.

## 1130
- Baudouin, O.Cist. (titre de S. Maria in Trastevere)
- Pietro (titre de S. Marco)
- Stanzio (titre de S. Susanna)
- Luc, O.Cist. (titre de Ss. Giovanni e Paolo)
- Adinolfo, O.S.B., abbé de S. Maria de Farfa (titre inconnu)
- Innocenzo Savelli (titre de S. Marco)
- Gregorio (titre de S. Prisca)
- Azzone degli Atti (diaconie inconnue)
- Odone Fattiboni (diacre de S. Giorgio in Velabro)
- Gaymer (diacre de S. Eustachio)
- Guido da Vico (diacre de Ss. Cosma e Damiano)
- Guido, clerc de la Basilique du Latran (diacre de S. Adriano)
- Guido (diaconie inconnue)
- Alberto Teodoli (diacre de S. Teodoro)
- Silvano (diacre de S. Lucia in Septisolio)
- Vassalo (diacre de S. Maria in Aquiro)
- Lucio Boezio, O.S.B.Vall. (diacre de Ss. Vito e Modesto)
- Vitale Savelli (diacre de S. Agata in Suburra)

## 1132
- Martino, O.Cist. (titre de S. Stefano a Monte Celio)

## 1133
- Pietro, O.S.B.Cas., abbé de S. Apollinare, Rome (évêque d'Ostie)
- Ubaldo da Lunata (titre inconnu)
- Angelo (titre de S. Lorenzo in Damaso)
- Guido (titre inconnu)
- Ubaldo (diacre de S. Maria in Via Lata)

## 1134
- Drogon, O.S.B. (évêque d'Ostie)
- Theodwin, C.R.S.A. (évêque de Porto e Silva Candida)
- Stefano (diacre de S. Eustachio).
- Gregorio Papareschi, iuniore (diacre de S. Angelo in Pescheria)
- Chrysogone, O.S.B. (diacre de S. Maria in Portico Octaviae)
- Gerardo (diacre de S. Maria in Domnica)
- Pietro (diaconie inconnue)

## 1135
- Ugo (évêque d'Albano)
- Griffone (titre de S. Pudenziana)
- Yves, Chanoine régulier de Saint-Victor, Paris (diacre de S. Maria in Aquiro)

## 1136
- Alberto (évêque d'Albano)
- Bernardo (titre de S. Crisogono)

## 1137
- Stanzio (titre de S. Sabina)
- Cosma (titre de S. Pietro in Vincoli)

## 1138
- Albéric d'Ostie, O.S.B.Clun., abbé de Vézelay (évêque d'Ostie)
- Guido Bellagi (titre de S. Crisogono)
- Gregorio (titre de S. Maria in Trastevere)
- Matteo (titre de S. Equitii ou Ss. Silvestro e Martino)
- Goizzone (diaconie inconnue)
- Ottaviano de' Monticelli, recteur de Bénévent (diacre de S. Nicola in Carcere), futur antipape Victor IV
- Ribaldo, canon du chapitre de Plaisance (diacre de S. Maria in Portico Octaviae)
- Ubaldo (diacre de S. Adriano)

## 1139
- Hugues de Saint-Victor, C.R.S.A., prieur de Saint-Victor, Paris (évêque de Frascati)
- Étienne, O.Cist. (évêque de Palestrina)
- Egmondo (titre de Silvestro e Martino)
- Presbitero (titre de S. Pudenziana)
- Rabaldo (titre de S. Anastasia)
- Tommaso (diaconie inconnue)
- Raniero (diaconie inconnue)
- Goizo (diaconie inconnue)
- Aimerico (diaconie inconnue)
- Presbitero (diaconie inconnue)

## 1140
- Pietro (titre de S. Pudenziana)
- Tommaso, Chanoine régulier de S. Maria de Crescenzago (titre de S. Vitale)
- Rainaldo di Collemezzo, O.S.B.Cas., abbé du Mont-Cassin (titre de Ss. Marcellino e Pietro)
- Ubaldo (titre de Ss. Giovanni e Paolo)
- Pietro (diacre de S. Maria in Aquiro)
- Pietro (diacre de S. Maria in Portico Octaviae)
- Guido Moricotti (diaconie inconnue)
- Niccolò (diaconie inconnue)
- Hugues de Foliet, O.S.B. (diaconie inconnue)
- Guido di Castelfidardo (diaconie inconnue)

## 1141
- Ubaldo Allucingoli, O.Cist. (titre de S. Prassede), futur pape Lucius III
- Gilberto (diacre de S. Adriano)
- Gregorio (diaconie inconnue)

## 1142
- Imar de Tusculum, O.S.B., abbé général de son ordre (évêque de Frascati)
- Pietro Papareschi (évêque d'Albano), frère du pape
- Robert Pullen (titre de S. Martino ai Monti)
- Conrad de Bavière, O.Cist. (diaconie inconnue)

## Source
- Mirandas sur fiu.edu